# Lijst van voetbalinterlands Ghana - Japan
Deze lijst van voetbalinterlands is een overzicht van alle officiële voetbalwedstrijden tussen de nationale teams van Ghana en Japan. De landen speelden tot op heden zeven keer tegen elkaar, te beginnen met een vriendschappelijke interland die werd gespeeld op 8 juli 1994 in Nagoya. Het laatste duel, eveneens een vriendschappelijke wedstrijd, werd gespeeld in Kobe op 10 juni 2022.

## Wedstrijden
| № | Plaats   | Datum             | Competitie        | Wedstrijd     | Uitslag |
| - | -------- | ----------------- | ----------------- | ------------- | ------- |
| 1 | Nagoya   | 8 juli 1994       | Vriendschappelijk | Japan – Ghana | 3 – 2   |
| 2 | Kobe     | 14 juli 1994      | Vriendschappelijk | Japan – Ghana | 2 – 1   |
| 3 | Yokohama | 4 oktober 2006    | Vriendschappelijk | Japan – Ghana | 0 – 1   |
| 4 | Utrecht  | 9 september 2009  | Vriendschappelijk | Japan – Ghana | 4 – 3   |
| 5 | Yokohama | 10 september 2013 | Vriendschappelijk | Japan – Ghana | 3 – 1   |
| 6 | Yokohama | 30 mei 2018       | Vriendschappelijk | Japan − Ghana | 0 − 2   |
| 7 | Kobe     | 10 juni 2022      | Vriendschappelijk | Japan − Ghana | 4 − 1   |

## Samenvatting
| Competitie        | Totaal gespeeld | Winst Ghana | Gelijk | Winst Japan | Doelsaldo Ghana – Japan |
| ----------------- | --------------- | ----------- | ------ | ----------- | ----------------------- |
| Vriendschappelijk | 7               | 2           | 0      | 5           | 11 – 16                 |
| Totaal            | 7               | 2           | 0      | 5           | 11 – 16                 |

## Details

### Eerste ontmoeting
| Vriendschappelijk (Nagoya, Japan, 8 juli 1994): |              | |
| Japan | 3 – 2        | Ghana |
| Kazuyoshi Miura 10' Kazuyoshi Miura 27' Yoshihiro Natsuka 72' | goals        | 2' Felix Aboagye 34' Isaac Asare |
| Falcão | bondscoach   | Otto Pfister |
| Kenji Honnami Masami Ihara Yoshiro Moriyama Yoshihiro Natsuka Masahiro Endo Teruo Iwamoto Tetsuji Hashiratani Hajime Moriyasu Kazuyoshi Miura Toshihiro Yamaguchi Takafumi Ogura 61' | opstellingen | James Nanor Isaac Asare Koffi Mubeah 82' Stephen Baidoo Emmanuel Opoku 78' Alex Opoku Nii Lamptey 71' Ohene Kennedy Mamood Amadu Felix Aboagye Emmanuel Duah |
| Tsuyoshi Kitazawa 61' | wissels      | 71' Ebenzer Hagan 78' Robert Sabah 82' Sebastian Barnes |
| Tetsuji Hashiratani 24' | gele kaarten | |

### Tweede ontmoeting
| Vriendschappelijk (Kobe, Japan, 14 juli 1994): |              | |
| Japan | 2 – 1        | Ghana |
| Teruo Iwamoto 23' Kazuyoshi Miura 52' | goals        | 72' Nii Lamptey |
| Falcão | bondscoach   | Otto Pfister |
| Kenji Honnami Masami Ihara Yoshiro Moriyama Yoshihiro Natsuka Masahiro Endo Teruo Iwamoto 70' Tetsuji Hashiratani Hajime Moriyasu Kazuyoshi Miura Toshihiro Yamaguchi 75' Takafumi Ogura 46' | opstellingen | 55' James Nanor Isaac Asare Koffi Mubeah Stephen Baidoo Emmanuel Opoku 64' Alex Opoku Ebenzer Hagan Nii Lamptey Emmanuel Duah Mamood Amadu 72' Felix Aboagye |
| Tsuyoshi Kitazawa 46' Tetsuya Asano 70' Takuya Takagi 75' | wissels      | 55' Richard Obimpeh 64' Ohene Kennedy 82' Robert Sabah |
| Teruo Iwamoto 16' Tetsuji Hashiratani 57' | gele kaarten | 34' Mamood Amadu 69' Felix Aboagye 81' Koffi Mubeah 87' Stephen Baidoo                                                                                       |

GFA · A-internationals · Selecties ·  Bondscoaches · Ghanees vrouwenelftal · Ghana U21 · Ghana U20 · Ghana U19 · Ghana U18 · Ghana U17
1950 – 1959 ·
1960 – 1969 ·
1970 – 1979 ·
1980 – 1989 ·
1990 – 1999 ·
2000 – 2009 ·
2010 – 2019 ·
2020 − 2029
WK 2006 ·
WK 2010 · 
WK 2014
OS 1964 · 
OS 1968 · 
OS 1972 · 
OS 1976 · 
OS 1992 · 
OS 1996 ·
OS 2004
1950 · 
1951 · 
1952 · 
1953 · 
1954 · 
1955 · 
1956 · 
1957 · 
1958 · 
1959 · 
1960 · 
1961 · 
1962 · 
1963 · 
1964 · 
1965 · 
1966 · 
1967 · 
1968 · 
1969 · 
1970 · 
1971 · 
1972 · 
1973 · 
1974 · 
1975 · 
1976 · 
1977 · 
1978 · 
1979 · 
1980 · 
1981 · 
1982 · 
1983 · 
1984 · 
1985 · 
1986 · 
1987 · 
1988 · 
1989 · 
1990 · 
1991 · 
1992 · 
1993 · 
1994 · 
1995 · 
1996 · 
1997 · 
1998 · 
1999 · 
2000 · 
2001 · 
2002 · 
2003 · 
2004 · 
2005 · 
2006 · 
2007 · 
2008 · 
2009 · 
2010 · 
2011 · 
2012 · 
2013 ·
2014 ·
2015 ·
2016 ·
2017 ·
2018 ·
2019 ·
2020 ·
2021 ·
2022 ·
2023
Algerije ·
Angola ·
Argentinië ·
Australië ·
Benin ·
Bosnië en Herzegovina ·
Botswana ·
Brazilië ·
Burkina Faso ·
Burundi ·
Canada ·
Centraal-Afrikaanse Republiek ·
Chili ·
China ·
Comoren ·
Congo-Brazzaville ·
Congo-Kinshasa ·
Cuba ·
DDR ·
Denemarken ·
Duitsland ·
Egypte ·
Engeland ·
Equatoriaal-Guinea ·
Eritrea ·
Ethiopië ·
Gabon ·
Gambia ·
Griekenland ·
Guinee ·
Guinee-Bissau ·
IJsland ·
India ·
Indonesië ·
Irak ·
Iran ·
Italië ·
Ivoorkust ·
Jamaica ·
Japan ·
Joegoslavië ·
Kaapverdië ·
Kameroen ·
Kenia ·
Lesotho ·
Letland ·
Liberia ·
Libië ·
Madagaskar ·
Malawi ·
Maleisië ·
Mali ·
Marokko ·
Mauritius ·
Mexico ·
Montenegro · 
Mozambique ·
Namibië ·
Nederland ·
Nicaragua ·
Nieuw-Zeeland ·
Niger ·
Nigeria ·
Noorwegen ·
Oeganda ·
Oostenrijk ·
Portugal ·
Qatar ·
Rusland ·
Rwanda ·
Saoedi-Arabië ·
Sao Tomé en Principe ·
Senegal ·
Servië ·
Sierra Leone ·
Singapore ·
Slovenië ·
Soedan ·
Somalië ·
Swaziland ·
Tanzania ·
Thailand ·
Togo ·
Tsjaad ·
Tsjechië ·
Tunesië ·
Turkije ·
Uruguay ·
Verenigde Staten ·
Zambia ·
Zimbabwe ·
Zuid-Afrika ·
Zuid-Korea ·
Zwitserland
Brazilië (2006) · 
Duitsland (2014) ·
Italië (2006) · 
Ivoorkust (2015) · 
Portugal (2014) ·
Servië (2010) · 
Tsjechië (2006) · 
Verenigde Staten (2006) · 
Verenigde Staten (2014)
JFA · A-Internationals · Selecties · Bondscoaches · Statistieken · Olympisch elftal · Japans vrouwenelftal · Japan U21 · Japan U20 · Japan U19 · Japan U18 · Japan U17
1910 – 1949 · 
1950 – 1959 · 
1960 – 1969 · 
1970 – 1979 · 
1980 – 1989 · 
1990 – 1999 · 
2000 – 2009 · 
2010 – 2019 · 
2020 – 2029
CC 1995 · 
CC 2001 · 
CC 2003 · 
CC 2005
WK 1998 · 
WK 2002 · 
WK 2006 · 
WK 2010 · 
WK 2014 · 
WK 2018
OS 1936 · 
OS 1956 ·
OS 1964 · 
OS 1968 · 
OS 1996 ·
OS 2000 ·
OS 2004 ·
OS 2008 ·
OS 2012 ·
OS 2016 ·
OS 2020
1917 · 
1918 · 1919 · 
1921 · 
1922 · 
1923 · 
1924 · 
1925 · 
1926 · 
1927 · 
1928 · 1929 · 
1930 · 
1931 · 1932 · 1933 · 
1934 · 
1935 · 
1936 · 
1937 · 1938 · 
1939 · 
1940 · 
1941 · 
1942 · 
1943 – 1950 · 
1951 · 
1952 · 1953 · 
1954 · 
1955 · 
1956 · 
1957 · 
1958 · 
1959 · 
1960 · 
1961 · 
1962 · 
1963 · 
1964 · 
1965 · 
1966 · 
1967 · 
1968 · 
1969 · 
1970 · 
1971 · 
1972 · 
1973 · 
1974 · 
1975 · 
1976 · 
1977 · 
1978 · 
1979 · 
1980 · 
1981 · 
1982 · 
1983 · 
1984 · 
1985 · 
1986 · 
1987 · 
1988 · 
1989 · 
1990 · 
1991 · 
1992 · 
1993 · 
1994 · 
1995 · 
1996 · 
1997 · 
1998 · 
1999 · 
2000 · 
2001 · 
2002 · 
2003 · 
2004 · 
2005 · 
2006 · 
2007 · 
2008 · 
2009 · 
2010 · 
2011 · 
2012 · 
2013 · 
2014 · 
2015 ·
2016 ·
2017 ·
2018 ·
2019 ·
2020 ·
2021 ·
2022
Afghanistan ·
Angola ·
Argentinië ·
Australië ·
Azerbeidzjan · 
Bahrein ·
Bangladesh ·
België ·
Bolivia ·
Bosnië en Herzegovina ·
Brazilië ·
Brunei ·
Bulgarije ·
Cambodja ·
Canada ·
Chili ·
China ·
Colombia ·
Costa Rica ·
Cyprus ·
Denemarken ·
Duitsland ·
Ecuador ·
Egypte ·
El Salvador ·
Engeland ·
Filipijnen ·
Finland ·
Frankrijk ·
Ghana ·
Griekenland ·
Guatemala ·
Haïti ·
Honduras ·
Hongarije ·
Hongkong ·
IJsland ·
India ·
Indonesië ·
Irak ·
Iran ·
Israël ·
Italië ·
Ivoorkust ·
Jamaica ·
Jemen ·
Joegoslavië ·
Jordanië ·
Kameroen ·
Kazachstan ·
Kirgizië ·
Koeweit ·
Kroatië ·
Letland ·
Luxemburg ·
Macau ·
Maleisië ·
Mali ·
Malta ·
Mexico ·
Mongolië ·
Montenegro ·
Myanmar ·
Nederland ·
Nepal ·
Nieuw-Zeeland ·
Nigeria ·
Noord-Korea ·
Noorwegen ·
Oekraïne ·
Oezbekistan ·
Oman ·
Oostenrijk ·
Pakistan ·
Palestina ·
Panama ·
Paraguay ·
Peru ·
Polen ·
Qatar ·
Roemenië ·
Rusland ·
Saoedi-Arabië ·
Schotland ·
Senegal ·
Servië ·
Servië en Montenegro ·
Singapore ·
Slowakije ·
Sovjet-Unie ·
Spanje ·
Sri Lanka ·
Syrië ·
Tadzjikistan ·
Taiwan ·
Thailand ·
Togo ·
Trinidad en Tobago ·
Tsjechië ·
Tunesië ·
Turkije ·
Turkmenistan ·
Uruguay ·
Venezuela ·
Verenigde Arabische Emiraten ·
Verenigde Staten ·
Vietnam ·
Wales ·
Wit-Rusland ·
Zambia ·
Zuid-Afrika ·
Zuid-Jemen ·
Zuid-Korea ·
Zuid-Vietnam ·
Zweden ·
Zwitserland
Australië (2006) · 
Brazilië (2006) · 
België (2018) · 
Colombia (2014) · 
Colombia (2018) ·
Denemarken (2010) ·
Duitsland (2022) · 
Frankrijk (2001) · 
Griekenland (2014) · 
Ivoorkust (2014) · 
Kameroen (2010) · 
Kroatië (2006) · 
Nederland (2010) ·
Polen (2018) ·
Senegal (2018) ·
Spanje (2022)